# 944
El 944 (CMXLIV) fou un any de traspàs començat en dilluns del calendari julià.

## Esdeveniments
- Nova fundació de l'Alger.
- Constantí Lecapè i el seu germà Esteve Lecapè derroquen Romà I, emperador romà d'Orient.